# Keutschach am See
Keutschach am See é um município da Áustria localizado no distrito de Klagenfurt-Land, no estado de Caríntia.